# Alison Goldfrapp
Alison Goldfrapp (* 13. května 1966 Londýn) je anglická zpěvačka a skladatelka, spolu s Willem Gregorym členka elektronického dua Goldfrapp (od 1999). V letech 2000 až 2017 duo vydalo sedm studiových alb, počínaje rokem 2022 se Alison Goldfrapp věnuje sólové kariéře. První album The Love Invention vydala v květnu 2023. V roce 2024 založila vlastní vydavatelství AG Records a vydala nový singl „I Wanna Be Loved (Just a Little Better)“.
Ještě před vznikem domovské skupiny hostovala v jedné písni z alba Snivilisation (1994) dua Orbital, a také na nahrávkách kapely Dreadzone. V roce 1995 zpívala v písni „Pumpkin“ z alba Maxinquaye rappera Trickyho. V roce 2000 hostovala ve dvou písních na albu OVO hudebníka Petera Gabriela.